# ヘンリー・ストラザルコウスキー
ヘンリー・ストラザルコウスキー　(Henry Strzalkowski、本名不明、1954年-)はフィリピン出身の俳優、声優、助監督、配役監督、フィルム編集者である。主に1980年代から2010年代に掛けてフィリピンで製作されたアクション映画の脇役として活躍した。
クレジット名義は複数あり、ヘンリー・F・ストラザルコウスキー(Henry F.Strzalkowski)、ヘンリー・ストラルコウスキー(Henry Stralkowski)、ヘンリー・ストラズルコウスキー(Henry Strazlkowski)、ヘンリー・スティコースキー(Henry Stichosky)、ヘンリー・スタコウスキー(Henry Stakowsky)、ヘンリー・ストライコウスキー(Henry Strykowzki)、ヘンリー・ストラコウスキー(Henry Strakowski)、ヘンリー・ストラズコウスキー(Henry Strzkowski)、ヘンリー・ストラヤコウスキー(Henry Strjakowski)、ヘンリー・ストラゾウルスキー(Henry Strazowlski)、ヘンリー・シャーマン(Henry Sherman)と多数に上る。どれもが複数回使用されていないことから、誤植なのか意図的なのかは不明である。

## 俳優活動の原点
1975年辺りから製作が進行していフランシス・コッポラ監督のベトナム戦争超大作『地獄の黙示録』(1979年)の米兵のエキストラとして参加したことが未来の俳優生活を運命づけた。ストラザルコウスキーと同時代に活躍したフィリピン・アクション・ギャングと称されるジム・ゲインズやドン・ゴードン・ベル、ニック・ニコルスンも『地獄の黙示録』出身者だった。『地獄の黙示録』とほぼ同時期にはハリウッドの職人監督のシドニー・J・フューリーが『地獄の黙示録』に先駆けて香港資本で早撮りした『ヤング・ソルジャー/海兵隊員・青春の記録』(1978年/未/ビデオ)にもエキストラに近い端役で出演した。

## シリオ・H・サンティアゴとの出会い
香港系のシルヴァー・スター・フィルム社のリチャード・ハリスンとブルース・バロン主演の『復讐！炎のコマンド』(1983年/未/ビデオ)辺りからはアクション映画の端役として出演する様になった。
1984年からはフィリピンを代表する娯楽映画作家で疑似米国映画を量産したシリオ・H・サンティアゴ監督、製作作品の常連脇役となり、2000年代の始めまで出演を続けた。当時はクレジットされないことも少なくなかった。また、小柄でずんぐりとした体躯と蓄えた口髭がトレード・マークとなり、兵士や警官、工作員、賊徒の手下役を多く演じた。時には役柄に応じて口髭を剃り落として挑んだ。『ファイアー・マックス』(1984年/未/ビデオ/テレビ放映)では白髪混じりの容姿で登場し、ヘンリー・シャーマンの変名を使用した。

## アメリカ映画に出演
1984年にはショー・コスギ主演の『デス・オブ・ザ・ニンジャ/地獄の激戦』(未/ビデオ/テレビ放映)、翌1985年にはキャノン映画『アメリカン忍者』と『P.O.W.地獄からの脱出』(未/ビデオ)に起用されたが、いずれも端役だった。共に監督したのはイスラエル人のサム・ファーステンバーグとギデオン・アミールだった。『P.O.W.地獄からの脱出』の主演だったデーヴィッド・キャラディーンとはシリオ・H・サンティアゴ監督の『デューン・ウォリアーズ/砂漠の勇者たち』(1991年/未/ビデオ)とベトナム戦争物『フィールド・オブ・ファイヤー』(1991年/未/ビデオ)で再会している。
オリヴァー・ストーン監督のベトナム戦争物『プラトーン』(1986年)と『7月4に生まれて』(1989年)にもエキストラ出演している。尚、『プラトーン』にも出ていた米国人俳優のニック・ニコルスンは親友だったとフランスのインタビュー記事（ナナーランド）に書かれている。

## 多忙な脇役生活
シリオ・H・サンティアゴを始め、アンソニー・マハラジ、ジョーイ・ロメロ、ジョー・マリ・アヴェラーナなどのアクション映画の諸作、豪州のブライアン・トレンチャード・スミス監督のベトナム戦争物『スクワッド/栄光の鉄人軍団(地獄の軍団/スクワッド)』(1989年)、東映の『極東黒社会』(1993年)など数多くの出演を約10余年の間にこなした。また、善人の役も増えて来た。当時のフィリピンで活動した脇役俳優は当地ロケしたイタリア映画への出演は少なくなかったが、例外的にストラザルコウスキーにはそれが見当たらない。

## 配役監督としての活動
シリオ・H・サンティアゴ監督の信頼厚く、『裸の復讐』(1985年/未/ビデオ)、『ザ・フューチャーハンター』(1986年/未/ビデオ)では配役監督、『彼女がトカゲに喰われたら』(1987年/未/ビデオ)、無名時代のロバート・パトリックが主演した『アイ・オブ・ザ・イーグル』(1987年/未/ビデオ)と『ビハインド・エネミー・ライン』(1987年/未ソフト化)では配役助手あるいは配役助監督とクレジットされている。先述の『アメリカン忍者』ではフィリピン班の配役助手を務めている。また、オライオン映画の『ヘル・キャンプ』(1986年/未/ビデオ/テレビ放映)ではフィリピン班のタレント・コーディネーターとクレジットされた。

## 助監督としての活動
シリオ・H・サンティアゴ監督、キック・ボクサーのジェリー・トリンブル主演の『キング・オブ・フィスト』(1993年/未/ビデオ)と『ワンマン・アーミー』(1994年/未ソフト化)、ジョー・マリ・アヴェラーナ監督の『麻薬捜査官/バニシング・サンダー』(1989年/未/ビデオ/テレビ放映)では助監督を務める傍ら出演もしている。他にも『キリング・ヒート』(1994年/未/ビデオ/テレビ放映)と『ロー・ターゲット』(未ソフト化)では第2助監督を担当した。

## その他の事項
声優としては短編映画『フーバー・レデュー』(2011年/未ソフト化)と日本のアニメ『破邪巨星Gダンガイオー』(2001年)の英語版に参加している。ホセ・リサールを題材にした史劇『ダピタンのリサール』(1997年/未ソフト化)ではフィルム編集助手に挑戦した。ストラザルコウスキーの先輩俳優であるジョゼフ・ズッチェロもフィルム編集者を経験し、脚本も書いている。また、ルビー・モレノも出演した『セブリスタ』(1996年/未ソフト化)では部門オペレーターなるポストでクレジットされている。

## フィルモグラフィ
1978年
・『ヤング・ソルジャー/米海兵隊員・青春の記録』(未/ビデオ)（ポニーから発売済み）(クレジットなし)シドニー・J・フューリー監督
1979年
・『地獄の黙示録』（CIC/ビクター、ヘラルドから発売済み）(クレジットなし)フランシス・コッポラ監督、マーロン・ブランド、ロバート・デュヴォール、マーティン・シーン、ハリスン・フォード出演
1983年
・『復讐！炎のコマンド』(未/ビデオ)（日本コロムビアから発売済み）(クレジットなし)テディー・ページ監督、リチャード・ハリスン出演
・『マッド・ドッグ2』(未ソフト化)(クレジットなし)
1984年
・『パープル・ハーツ/愛の勲章』(未/ビデオ)（タイム/ワーナーから発売済み）(クレジットなし)
・『ファイナル・ミッション』(未/ビデオ)（キング・ビデオ/東北新社から発売済み）(クレジットなし)
・『デス・オブ・ザ・ニンジャ/地獄の激戦』(未/ビデオ/テレビ放映＝北陸放送・名画招待席枠1992年)（アイエムから発売済み）
・『ファイアー・マックス』(未/ビデオ/テレビ放映＝テレビ金沢・土曜ビッグシアター枠1991年)（東芝映像から発売済み）
1985年
・『アメリカン忍者』（ヘラルド/東芝映像から発売済み）(クレジットなし)
・『裸の復讐』(未/ビデオ)（ベストロン/ポニーから発売済み）
・『P.O.W.地獄からの脱出』(未/ビデオ)（キング・ビデオ/東北新社から発売済み）
・『デストロイヤー』(未/ビデオ)（東芝映像から発売済み）
・『コマンド・ファイター』(未/ビデオ)（RCA/コロンビアから発売済み）
1986年
・『プラトーン』（RCA/コロンビア、ソニー・ピクチャーズから発売済み）（テレビ放映＝日本テレビ・金曜ロードショー枠1992年）(クレジットなし)
・『アマゾネス刑事/死の標的』(未/ビデオ)（東映/東北新社から発売済み）
・『未来戦士/スレイド』(未/ビデオ)（東芝映像から発売済み）
・『戦場のニンジャ軍団』(未/ビデオ)（日本コロムビアから発売済み）
・『ザ・フューチャーハンター』(未/ビデオ)（ベストロン/ポニーから発売済み）(クレジットなし)
1987年
・『アイ・オブ・ザ・イーグル』(未/ビデオ)（CBS/フォックスから発売済み）
・『彼女がトカゲに喰われたら』(未/ビデオ)（東芝映像から発売済み）
・『ビハインド・エネミー・ライン』(未ソフト化)
・『ミッション・ターミネート』(未/ビデオ)（東映/東北新社から発売済み）
・『エンジェル・コマンド』（ヘラルド/ネルソンから発売済み）（テレビ放映＝石川テレビ・木曜シネマ枠）
1988年
・『SOSマニラ特急』(未/ビデオ)（チャンネルコミュニケーションズから発売済み）
・『ミッドナイト・コップ/復讐の美学』(未/ビデオ)（RCA/コロンビアから発売済み）
・『女戦士怒りの復讐』(未/ビデオ)（日本クラウンから発売済み）
・『アソールト・プラトーン』(未/ビデオ)（徳間コミュニケーションズから発売済み）
1989年
・『バトル・ドッグ/怒りの標的』(未/ビデオ)（ハミングバード/ビクター音楽産業から発売済み）
・『麻薬捜査官/バニシング・サンダー（バニシング・コップVS恐怖の麻薬組織）』(未/ビデオ/テレビ放映＝テレビ東京・木曜洋画劇場枠1993年7月15日)
・『スクワッド/栄光の鉄人軍団(地獄の軍団/スクワッド)』（東和から発売済み）（テレビ放映＝石川テレビ・木曜シネマ枠1993年6月）
・『傭兵部隊/ラディカル・ウェポン』(未/ビデオ)（RCA/コロンビアから発売済み）
・『7月4日に生まれて』（CIC/ビクターから発売済み）（テレビ放映＝テレビ朝日・日曜洋画劇場枠1992年）(クレジットなし)
・『レディ・ウェポン(美人刑事/シルク)』(未/ビデオ/テレビ放映＝テレビ東京)（東芝映像から発売済み）
・『黒帯2』(未ソフト化)
・『地獄の爆走/ブラッド・チェイス』(未/ビデオ)（徳間コミュニケーションズから発売済み）
1990年
・『テロリスト・ファイター91』(未/ビデオ)（東芝映像から発売済み）
・『女バトル・ドッグ/地獄の逃走迷路』(未/ビデオ)（ハミングバード/ビクター音楽産業から発売済み）
・『未来戦士伝/メタルガン(未来戦士/怒りの対決)』(未/ビデオ/テレビ放映＝テレビ東京・シネマタウン枠1996年)（徳間コミュニケーションズから発売済み）
1991年
・『デューン・ウォリアーズ/砂漠の勇者たち』(未/ビデオ)（RCA/コロンビアから発売済み）
・『フィールド・オブ・ファイヤー』(未/ビデオ)（CIC/ビクターから発売済み）
1992年
・『ファイアーホーク』(未/ビデオ)（東北新社から発売済み）
・『爆裂!!Mコネクション/ザ・ファイナル・シューティング』(Vシネマ)（スコラから発売済み）
・『ラストプラトーン2』(未/ビデオ/テレビ放映＝テレビ東京・1995年)（東芝EMIから発売済み）
1993年
・『極東黒社会』（東映ビデオから発売済み）(クレジットなし)
・『怒り』(未ソフト化)
・『キング・オブ・フィスト』(未/ビデオ)（アスキーから発売済み）(クレジットなし)
1994年
・『ワンマン・アーミー』(未ソフト化)(クレジットなし)
・『最後通牒』(未ソフト化)
・『バトル・プリズン/女囚肉弾』(未/ビデオ)（日本コロムビアから発売済み）
・『レディ・スコルピオン3/必殺女刑事』(未/ビデオ)（東北新社から発売済み）
1995年
・『ロー・ターゲット』(未ソフト化)
2012年
・『大統領』(未ソフト化)